# Zkr (rapper)
Zkr, pseudonimo di Zacharya Souissi (Roubaix, 14 ottobre 1996), è un rapper francese di origini tunisine e marocchine.

## Biografia
Zacharya Souissi è nato a Roubaix, da madre tunisina e padre marocchino. È stato in carcere da novembre 2018 a maggio 2019, decidendo di dedicarsi completamente alla musica una volta uscito.

## Carriera
Nel 2010 pubblica su YouTube i suoi primi freestyle, i quali vengono in seguito rimossi. Si fa notare dal pubblico nel 2018, pubblicando, sul canale YouTube Daymolition, dei freestyle della durata di cinque minuti. Il 23 novembre dello stesso anno, durante la sua permanenza in prigione, esce l'EP di 9 tracce Absent. L'8 gennaio 2021 è la volta del primo album in studio, dal titolo Dans les mains. Il disco, che presenta collaborazioni con Koba LaD, PLK, Leto e Niro, raggiunge la vetta della classifica francese.
Il 4 marzo 2022 pubblica il secondo album Caméléon, composto da 17 tracce senza nessun featuring. Dopo aver ottenuto il disco d'oro, l'album viene ripubblicato nel gennaio seguente in una nuova versione, contenente 9 brani inediti e le collaborazioni di SDM, Timal, PLK e Hamza. Il 2 febbraio 2024 viene reso disponibile il mixtape Mode opératoire volume 1, che vede la partecipazione di Werenoi, Jul, Zed, Lesram e Freeze Corleone.

## Discografia

### Album in studio
- 2021 – Dans les mains
- 2022 – Caméléon

### Mixtape
- 2024 – Mode opératoire volume 1

### EP
- 2018 – Absent